# Mercedes-Benz Classe S
Pour les articles homonymes, voir Classe S.
Pour un article plus général, voir Liste des véhicules chez Mercedes-Benz.

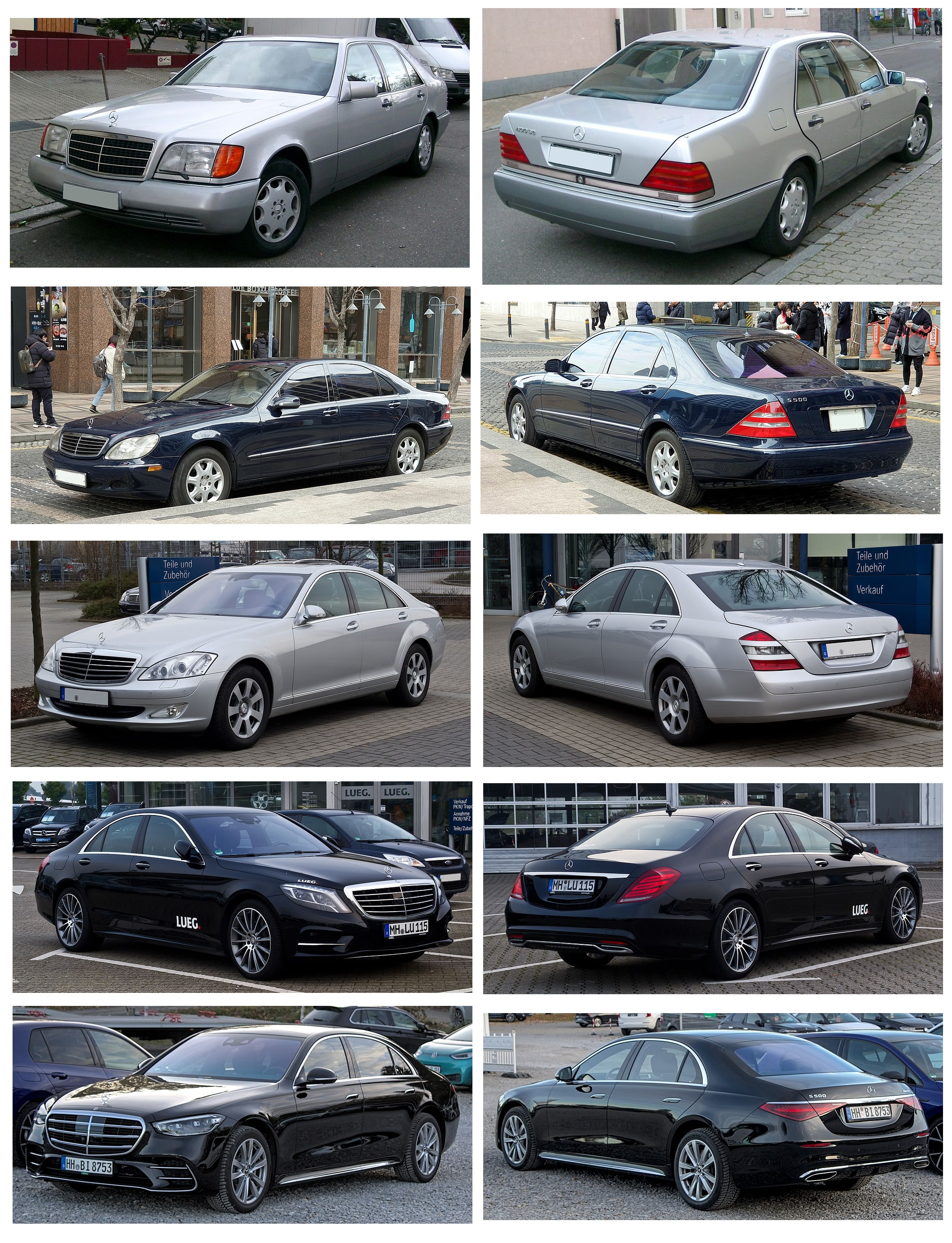
Les Mercedes-Benz Classe S.

La Mercedes-Benz Classe S est une gamme d'automobile luxueuse du constructeur allemand Mercedes-Benz existant en berline, limousine, coupé et cabriolet. Cinq générations se succèdent, lancées en 1993 (Type 140) puis en 1998 (Type 220), en 2005 (Type 221), en 2013 (Type 222) en enfin en 2020 (Type 223). La première Classe S, datant officiellement de 1993 (Type 140 phase 2), remplace la Type 140 phase 1, faisant elle, partie de la Sonderklasse (« classe spéciale » en français).

## Historique
En 1993, Mercedes-Benz a lancé les Classes et tous les modèles en production durant cette période changèrent de dénomination. La berline Type 140 en fit partie et passa donc de la Sonderklasse (« classe spéciale » en français), en Classe S. Quant au coupé, il fut passé sous la dénomination de Classe CL en 1996.
La Classe S de Mercedes-Benz, se décline en cinq générations qui ont toutes reçues un restylage. La Type 126 est la prédécesseure de la Classe S.

### Résumé de la Classe S
| Générations                              | Production                                  | Dérivés de chez Mercedes-Benz                                          | Modèles similaires                                                                                       |
| ---------------------------------------- | ------------------------------------------- | ---------------------------------------------------------------------- | --- |
| W140 ; V140 ; VV140 (1993 - 1998 (2000)) | 406 710 exemplaires (1991 à 1998 - berline) | Classe E (W124 - E 500) ; Classe CL (Type 140) ; Classe SL (Type 129). | Audi A8 D2 ; BMW Série 7 (E38) ; Jaguar XJ (X300 et X308) ; Lexus LS (XF20) ; Rolls-Royce Silver Spirit. |
| W220 ; V220 ; VV220 (1998 - 2005)        |                                             | Classe CL (Type 215) ; Classe SL (Type 230).                           | Audi A8 D2 et D3 ; BMW Série 7 (E38) et E65 ; Jaguar XJ (X300 et X308) ; Lexus LS (XF30).                |
| W221 ; V221 ; VV221 (2005 - 2013)        |                                             | Classe CL (Type 216) ; Classe SL (Type 230).                           | Audi A8 D3 ; BMW Série 7 (E65) ;                                                                         |
| W222 ; V222 ; VV222 ; X222 (2013 - 2020) |                                             | Classe S Coupé (Type 217) ; Classe SL (Type 231).                      | |
| W223 ; V223 ; Z223 (2020 - ...)          |                                             | Mercedes-AMG SL                                                        | |

### Avant la Classe S

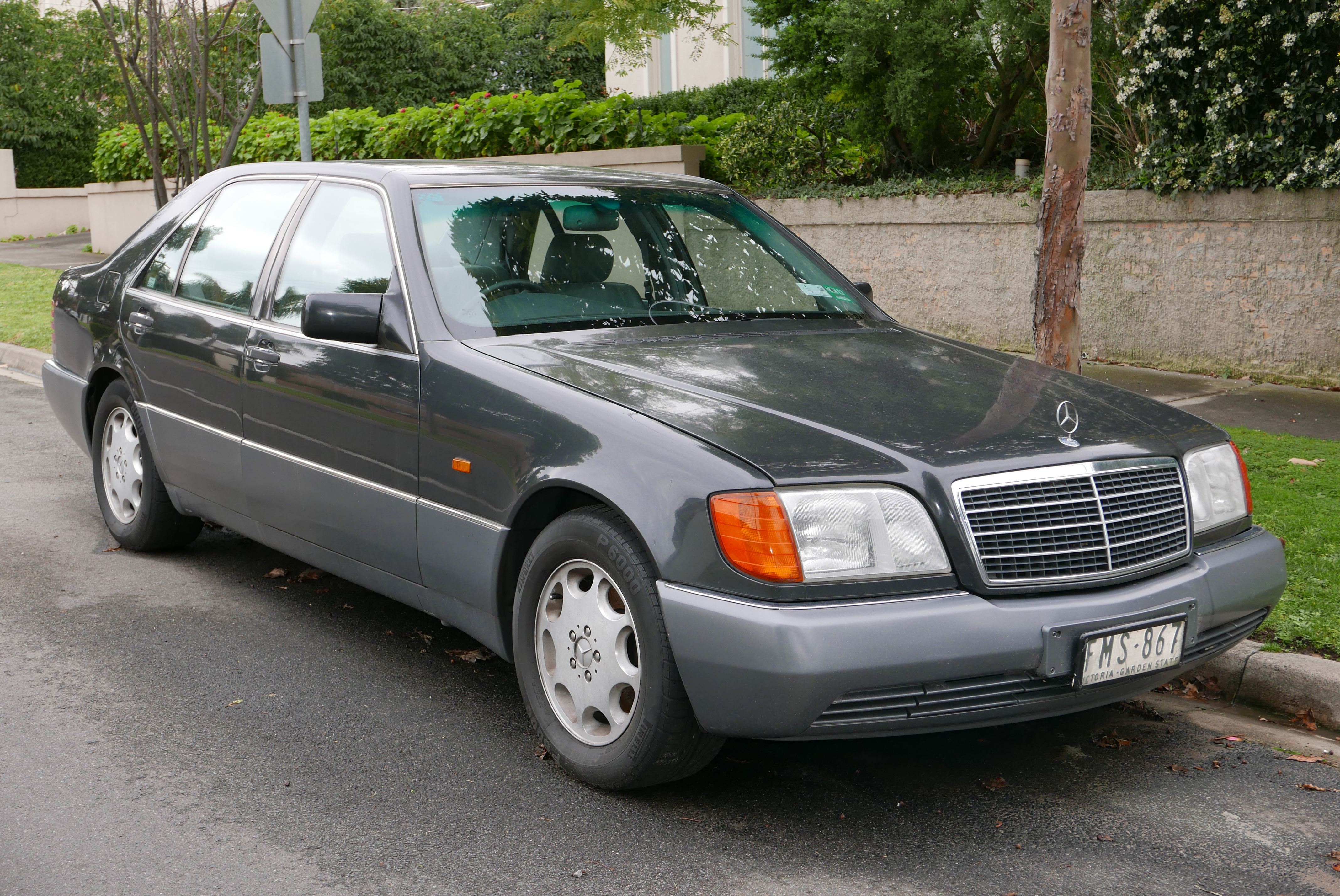
Mercedes-Benz Type 140.

- Mercedes-Benz Sonderklasse : ancienne génération précédant la Classe S. Elle dispose de nombreux modèles différents dont les trois derniers sont :
  - Mercedes-Benz Type 116 (1972 - 1981) ;
  - Mercedes-Benz Type 126 (1979 - 1991) ;
  - Mercedes-Benz Type 140 Phase 1 (1991 - 1994).

## 1regénération - Type 140 phases 2 et 3(1993 - 1998 (2000))
La Mercedes-Benz Classe S Type 140 phase 2 est lancée en 1993, lors de la création des Classes, remplaçant ainsi la Sonderklasse.
La phase 1 de la Type 140 a été présentée durant le mois de mars 1991 au salon de Genève. Elle a ensuite été commercialisée à partir d'août de la même année. Comme tous les modèles de Mercedes-Benz, la Type 140 a été rationalisée vers la fin de l'année 1993 utilisant la nouvelle nomenclature ; ainsi, la Type 140 est proposée en Phase 2. En 1997, ce sera au tour de la phase 3 de faire son apparition. La 140 a été produite jusqu'à septembre 1998.
Ce modèle est la première voiture au monde à disposer de nombreux éléments de sécurité tels que les airbags de série, l'ESP (le programme de stabilité électronique) ou encore l'aide au stationnement. La longueur accrue des versions longues a nécessité la mise en place de deux antennes motorisées de part et d'autre de la malle. Celles-ci sortaient à la verticale sur une hauteur d'environ dix centimètres lorsque la marche arrière était enclenchée. Ces dernières ont ensuite été remplacées par le système de stationnement aidé par sonar « Parktronic ». La Type 140 a également marqué un saut technologique chez Mercedes-Benz, notamment avec la mise en réseau des calculateurs via le bus de données CAN (Controller Area Network ; Réseau de zone de contrôleur en français). Il s'agit aussi de la première Mercedes-Benz à recevoir un moteur V12 avec la Classe SL Type 129.
C'est dans ce modèle que la princesse Diana Spencer s'est tuée le 31 août 1997 à Paris (S 280).

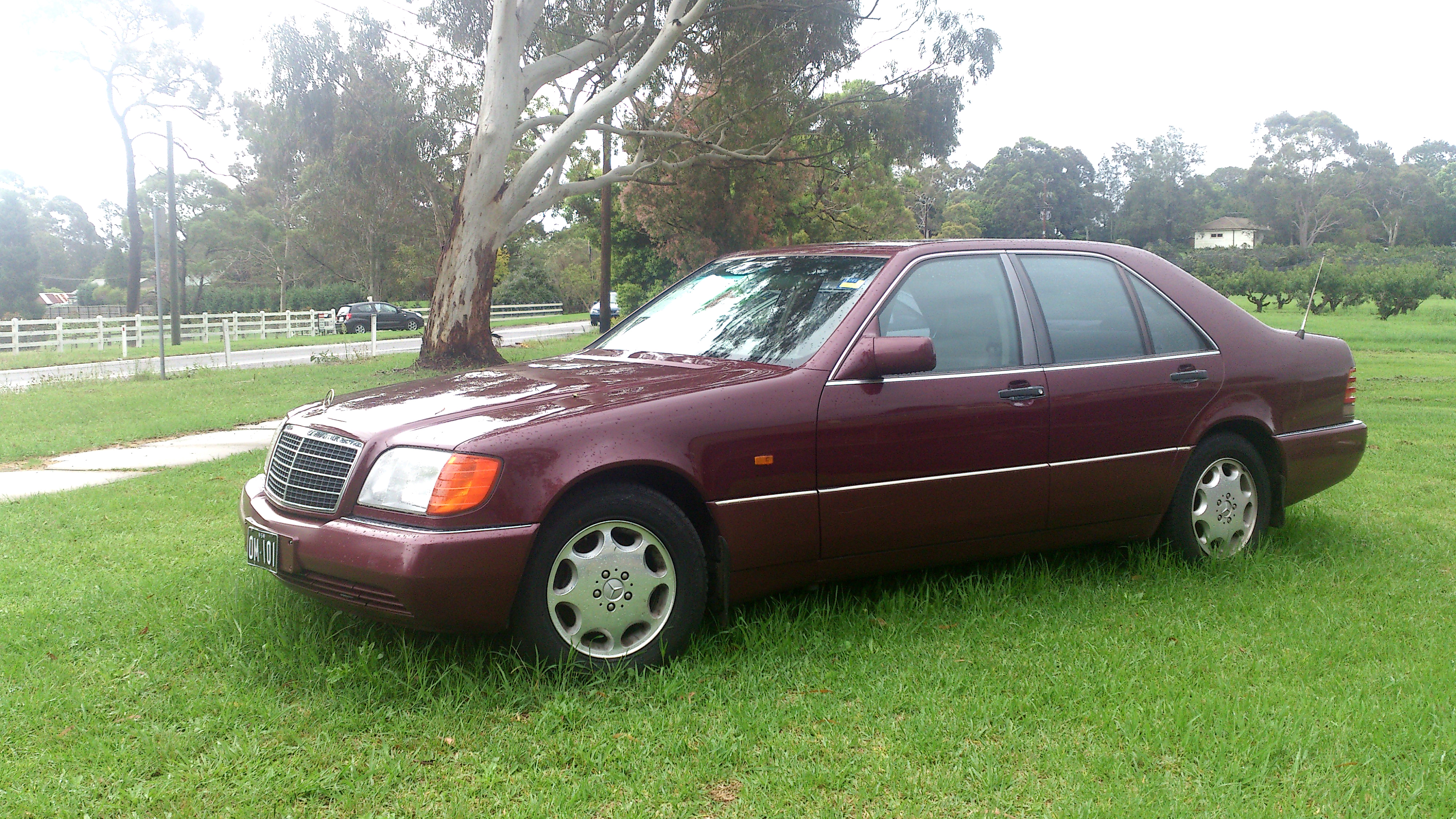
Vue avant d'une 400 SE.
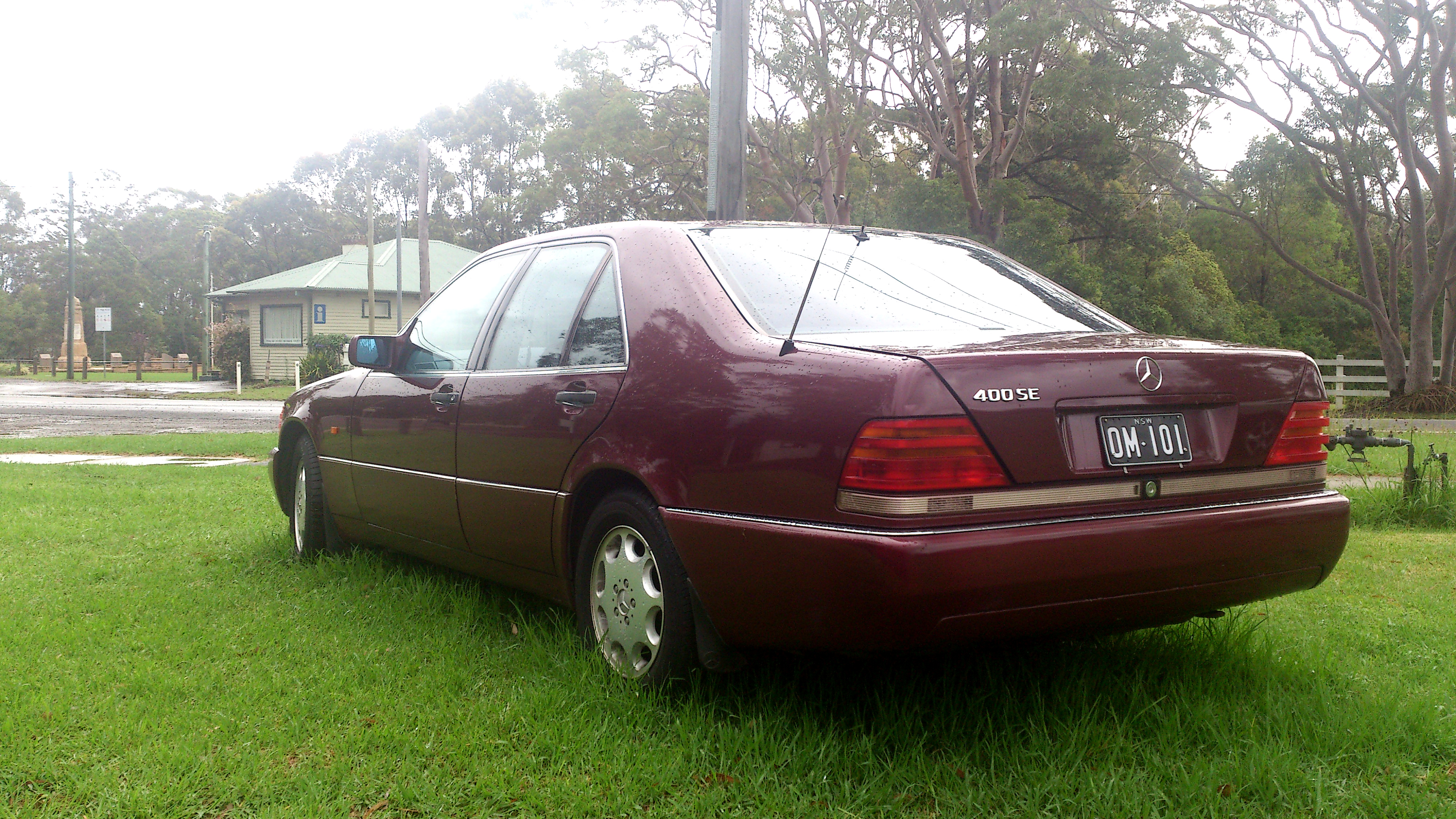
Vue arrière d'une 400 SE.

### Les différentes carrosseries

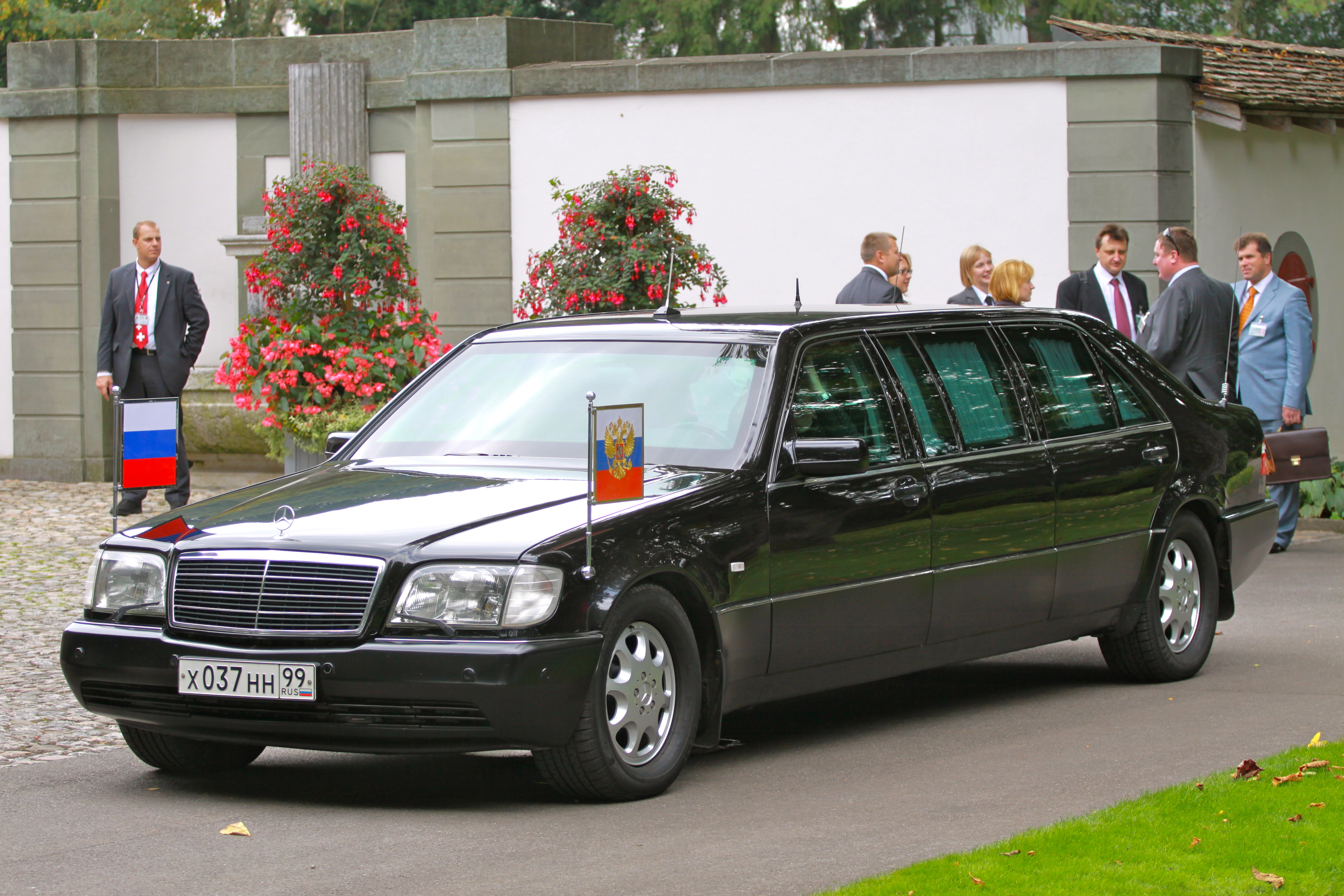
Limousine Pullman.

- Berline (W140) : carrosserie standard de la gamme avec un empattement de 3 040 mm.
- Berline longue (V140) : déclinaison avec un châssis rallongé. Celle-ci a un empattement de cent millimètres plus long que la berline standard (3 140 mm).
- Limousine Pullman (VV140) : cette carrosserie, particulièrement rare, est fabriquée à la demande des clients. Son empattement est de 4 140 mm.

Une version coupé a également été produite mais cette dernière ne fait pas partie de la Classe S (Type C140).

### Versions spécifiques
- VF140 - S 500 L Landaulet : ce modèle unique a été fabriqué en mars 1997 pour le pape Jean-Paul II lors de ses déplacements et séminaires auprès du public.
- Versions AMG : sur la Série 140, quatre modèles AMG ont été proposés à très faible quantité : S 600 AMG,  S 60 AMG, S 70 AMG et S 73 AMG.
- Versions blindées : ces modèles n'ont jamais été en vente directe dans les concessions mais visibles sur catalogue et vendus à la demande du client auprès du constructeur directement. Elles ont été disponibles uniquement en carrosserie berline longue (V140) et en limousine (VV140) — ainsi que le modèle avec partie arrière ouverte Landaulet cité ci-dessus.

## 2egénération - Type 220(1998 - 2005)
Par rapport au modèle précédent, cette Classe S est plus légère de 200 kg. Elle se décline en berline et coupé CL.

## 3egénération - Type 221(2005 - 2013)
Cette version se décline également en coupé de la Classe CL.
Présentée au Salon de Francfort en septembre 2005, la cinquième génération de Classe S existe en deux longueurs : 5,07 m pour la courte et 5,20 m pour la longue. Équipée uniquement de moteurs en V en 6, 8 et 12 cylindres, essence et diesel, elle peut aussi recevoir une transmission intégrale nommée « 4-Matic ».
La gamme essence se compose de :

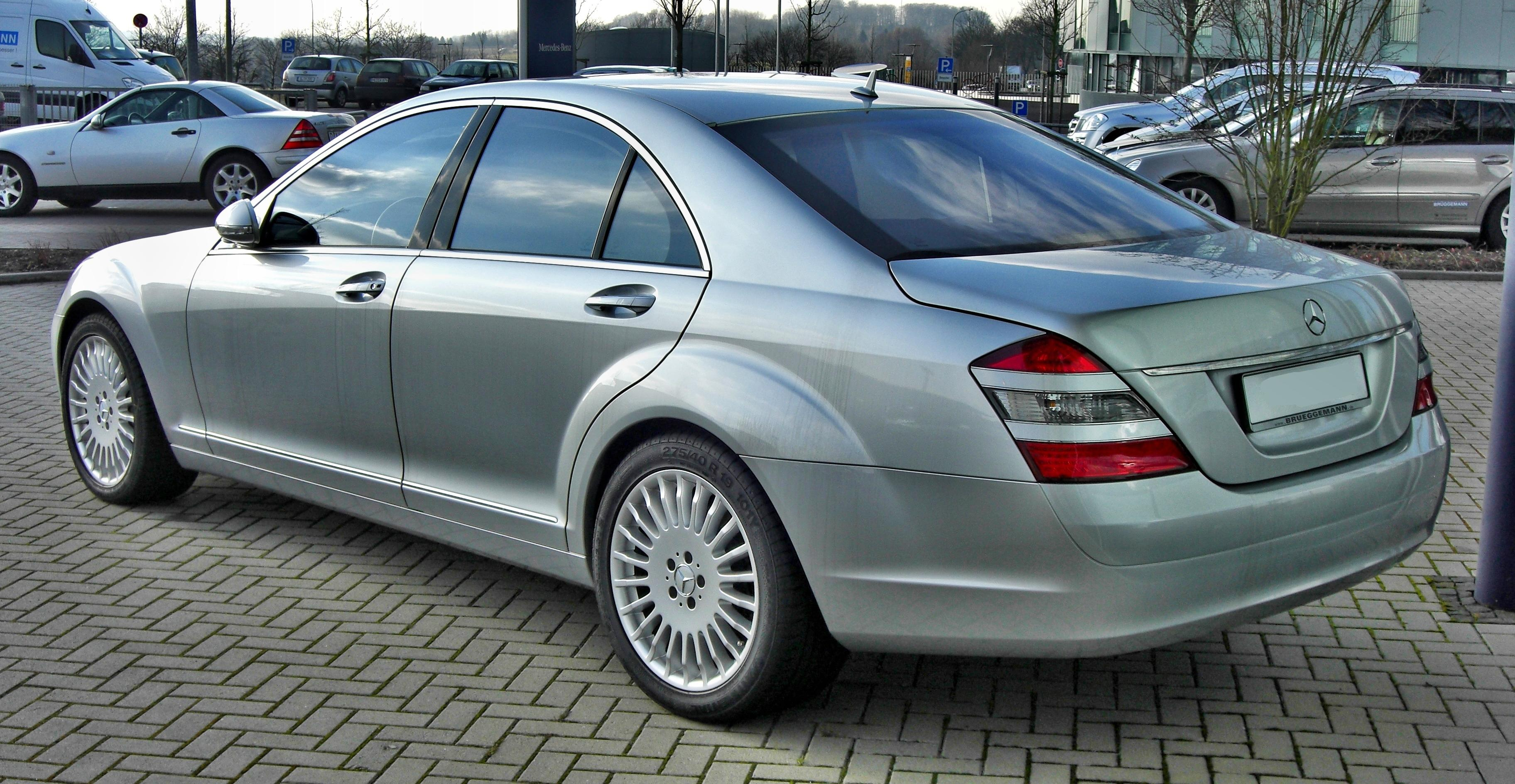
S 500

- la S 350 avec un V6 3,5 L de 272 ch
- la S 450 avec un V8 4,7 L de 340 ch
- la S 500 avec un V8 5,5 L de 388 ch
- la S 600 avec un V12 5,5 L biturbo de 517 ch.

La gamme diesel se compose de :
- la S 320 CDI avec un V6 3,0 L CDi de 235 ch
- la S 420 CDI avec un V8 4,0 L CDi de 320 ch.

La Classe S peut également compter sur deux modèles griffés AMG :
- la S 63 AMG est équipée du V8 atmosphérique de 6,2 L de cylindrée (code M156) développant 525 ch et 630 N m. Ce moteur a été remplacé en 2011 par un V8 Bi-Turbo de 5,5 L développant 544 ch pour 800 N m (571 ch / 900 N m avec le Pack Performance).
- la S 65 AMG dispose d'un V12 6,0 L biturbo de 630 ch.

### 2009: modèle restylé et version hybride

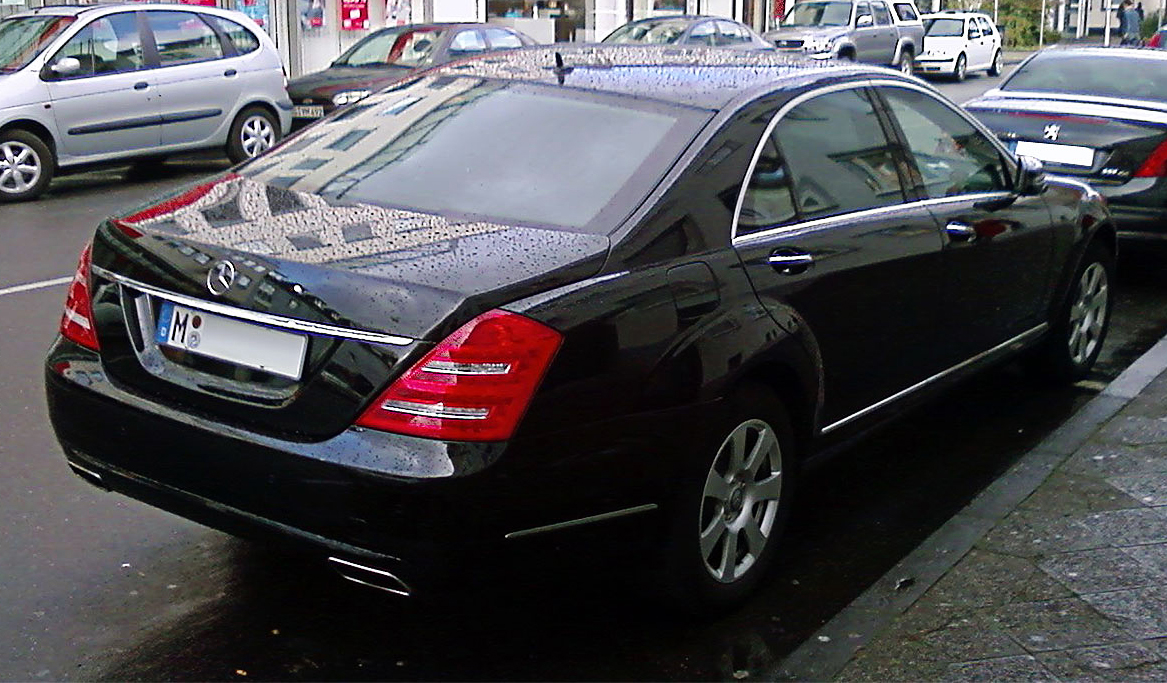
Arrière d'une version restylée

En 2009, Mercedes-Benz sort la version restylée de sa classe S, avec une calandre légèrement agrandie, les phares avant, arrière et antibrouillard sont à LED. Les feux arrière évoluent et suppriment leurs séparations pour ne former qu’un bloc, les boucliers sont plus carrés et les rétroviseurs deviennent rectangulaires.
Voici les moteurs de la version 2013, la dernière version avant l'arrêt de la production de cette version.

## 4egénération - Type 222(2013 - 2020)

### Mercedes-Benz Classe S berline et limousine

#### Phase 1 (2013 - 2017)
Présentée en mai 2013, la sixième génération de Classe S existe en deux longueurs : 5,116 m pour la version courte et 5,246 m pour la version limousine. Équipée de moteurs 4-Cylindres et en V en 6, 8 et 12 cylindres, essence et diesel, elle existe également en version hybride. Deux versions AMG sont également disponibles : la S63 disponible en version normale et limousine ainsi que la S65 uniquement disponible en version limousine,. La première est équipée d'un moteur V8 biturbo développant 585 ch et 900 N m de couple et la seconde d'un V12 développant 630 ch et 1 000 N m de couple.
En 2014, Mercedes débute l'assemblage de Classe S au Vietnam via Mercedes Vietnam ainsi qu'en Inde via Mercedes Inde.

#### Phase 2 (2017 - 2020)
En avril 2017, la Classe S restylée est dévoilée au Salon automobile de Shanghai : les phares possèdent une nouvelle signature lumineuse à trois bandes, les feux arrière sont à diodes et la routière introduit des technologies inspirées de celles de la nouvelle Classe E puis la conduite 100 % autonome.

### Mercedes-Maybach Classe S
Disparu en 2013, le nom Maybach refait son apparition avec une version luxueuse de la Classe S à empattement long qui vient concurrencer les Bentley Flying Spur, Mulsanne et Rolls-Royce Ghost. Allongée de 20 cm par rapport à la version limousine, elle est présentée au salon de Los Angeles en novembre 2014 et lancée en février 2015.

#### Mercedes-Maybach Classe S 600 Pullman
Une version pullman est présentée à l'occasion du Salon de Genève 2015. Longue de 6,50 m et propulsée par un V12 développant 530 ch et 820 N m de couple, elle dispose, entre autres, d'une séparation chauffeur dont la vitre peut s'opacifier par pression sur un bouton, d'un écran de 47 cm rétractable électriquement ou encore de quatre sièges en vis-à-vis bien qu'elle soit également disponible avec seulement deux fauteuils à l'arrière,.

## 5egénération - Type 223(2020 - ...)
La septième génération de Mercedes Classe S est présentée le 2 septembre 2020 pour une commercialisation début 2021.
Mercedes-Benz lance une voiture dotée d'une fonction Drive Pilot de niveau 3 capable d'opérer sans les mains sur les routes jusqu'à des limitations de vitesse de 80 mph (soit environ 129 km/h).